# Eilema instabilis
Eilema instabilis är en fjärilsart som beskrevs av De Toulgoët 1954. Eilema instabilis ingår i släktet Eilema och familjen björnspinnare. Inga underarter finns listade i Catalogue of Life.